# 1730 en philosophie
Chronologie de la philosophie
- 1726
- 1727
- 1728
- 1729
- 1730
- 1731
- 1732
- 1733
- 1734

L’année 1730 a été marquée, en philosophie, par les événements suivants :

## Naissances
- Nāgoji Bhaṭṭa (devanāgarī: नागोजि भट्ट) ou Nāgeśa Bhaṭṭa aussi appelé Nāgoji Dīkṣita (décédé en 1810)1 était un grammairien et un philosophe indien qui vivait à Vārāṇasī. Il est l'auteur d'une série de commentaires concernant toutes les œuvres de Patañjali, qu'il considérait comme un auteur unique.